# Cosmos 954

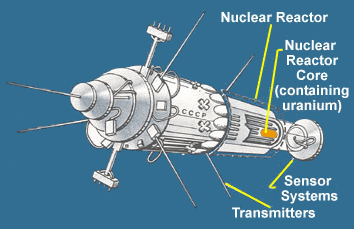
Schema del satellite artificiale Cosmos 954

Cosmos 954 era un satellite militare sovietico da sorveglianza oceanica del tipo US-A , le cui apparecchiature di bordo erano alimentate da una batteria nucleare (conosciuti in Occidente con il nome di RORSAT). In fase di rientro, a causa di un malfunzionamento, il reattore rientrò in atmosfera e precipitò in Canada.

## Storia
Il Cosmos 954 era il quattordicesimo satellite del tipo US-A a diventare operativo. Fu lanciato con un vettore Ciklon-2 il 18 settembre 1977.
Il 23 gennaio 1978 il satellite rientrò nell'atmosfera terrestre. Tuttavia, a causa di un malfunzionamento, il reattore non era stato eiettato in precedenza in orbita alta, ed anche il dispositivo di emergenza di dispersione delle componenti radioattive negli strati alti dell'atmosfera non aveva funzionato. Il risultato fu che si schiantò nei Territori del Nord-Ovest, contaminando un'area di 124.000 chilometri quadrati.
In seguito a questi eventi, il governo canadese chiese all'Unione Sovietica un risarcimento di 6.041.174,70 dollari.
L'URSS in un primo momento si difese, allegando la mancanza di colpa nella caduta del satellite, che era stato progettato e lanciato in orbita con la massima diligenza. Sostenne di non dover risarcire i danni perché la caduta si era verificata non per propria colpa, ma per forza maggiore. Il Canada ribatté sostenendo che bastasse il lancio del satellite a generare in capo all'URSS una responsabilità oggettiva. Dopo ulteriori resistenze, l'Unione Sovietica ritenne, infine, che il risarcimento fosse dovuto, non per un obbligo giuridico ma per gentile concessione. Tuttavia, i sovietici alla fine pagarono solo tre milioni di dollari canadesi. Come riferisce W. Jones (studioso statunitense di diritto internazionale di fama mondiale) fu lo stesso Stato canadese a rinunciare al pagamento degli altri tre milioni di dollari di risarcimento.